# Vindizio Nodari Pesenti

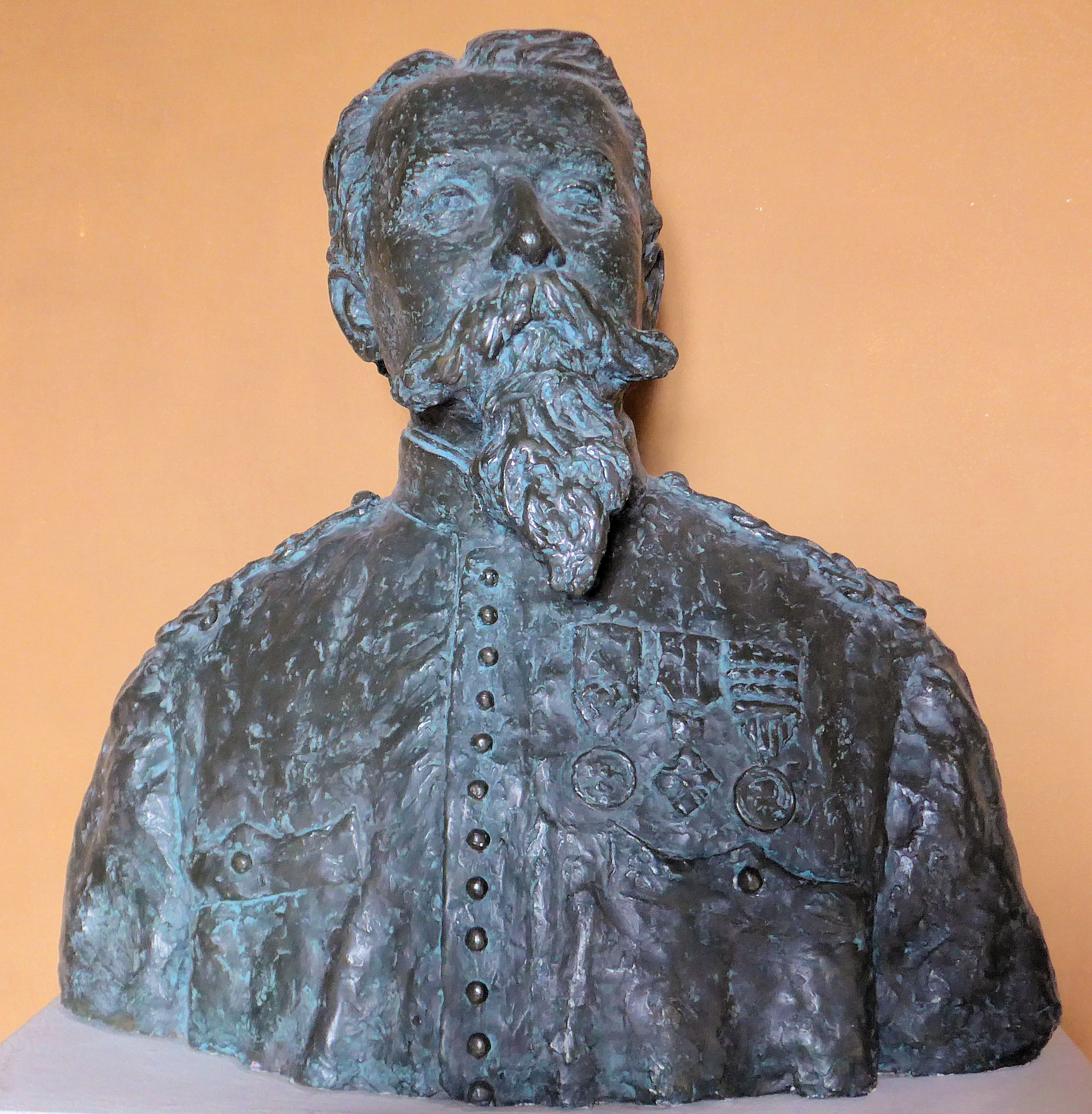
Giovanni Acerbi, gesso patinato a bronzo, Civica raccolta d'arte Medole.

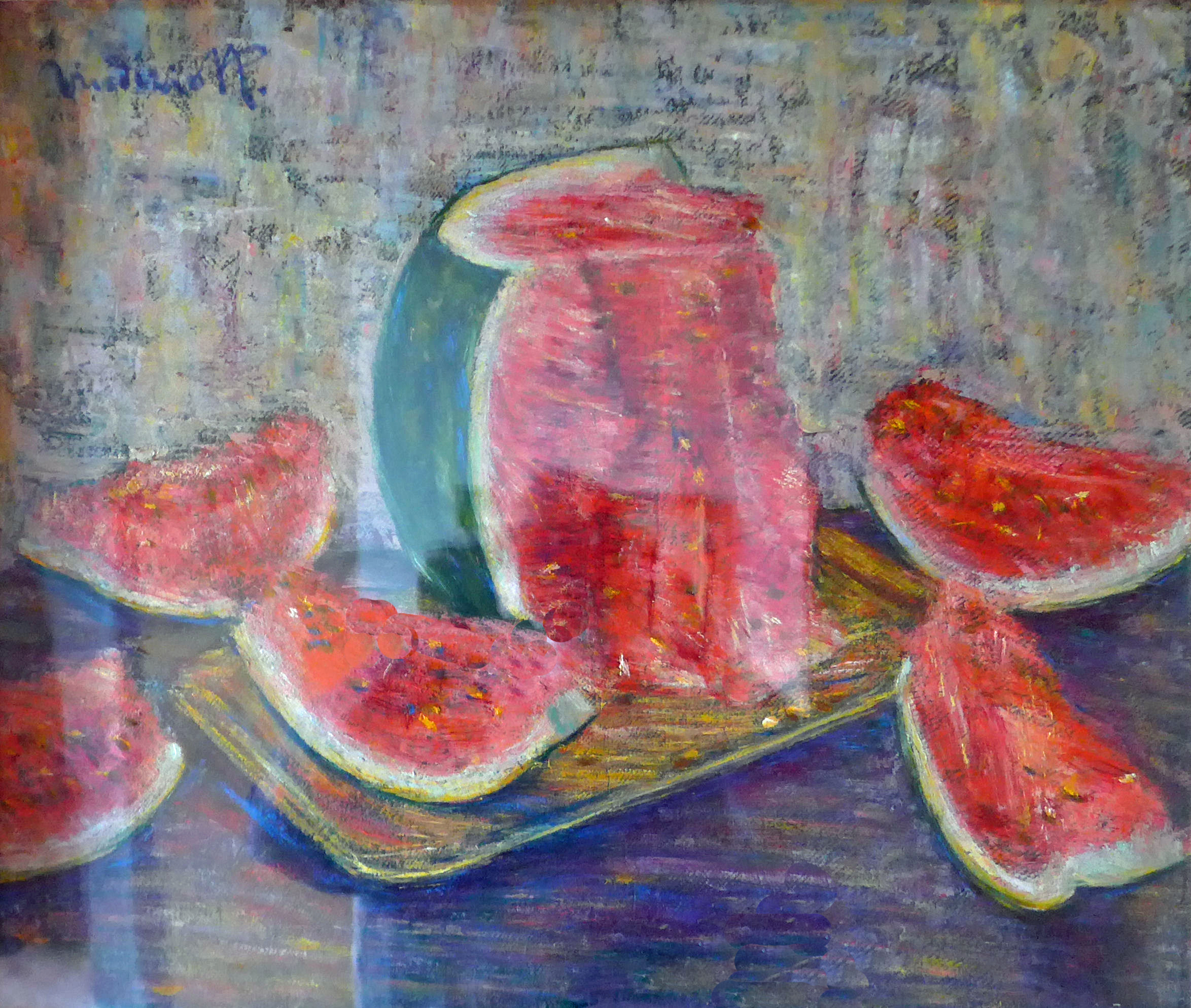
Cocomero, Civica raccolta d'arte Medole

Vindizio Nodari Pesenti (Medole, 3 marzo 1879 – Mantova, 2 aprile 1961) è stato un pittore e scultore italiano.

## Biografia
Figlio di Angelo Nodari nacque a Medole nel 1879. Fu accolto a Firenze dallo zio Domenico Pesenti (Medole 1843 - Mantova 1918), pittore di fama e antiquario, nel 1888 che lo iniziò all'esercizio della pittura e della musica. Nel 1897 venne premiato per una sua opera alla Esposizione Internazionale di Belle Arti di Firenze e nel 1898 alla Esposizione d'Arte di Primavera.
Nel 1903 fu inviato dallo zio a Parigi per un perfezionamento musicale e per affinare l'arte pittorica del ritratto nel periodo post-impressionista. I soggetti preferiti del periodo furono le chiese monumentali e le raccolte artistiche. Frequentò gli ambienti vicini a Marquet, Renoir e Cezanne.
Dopo l'indimenticabile esperienza parigina Vindizio tornò in Italia nel 1904 e viaggiò tra Roma, Firenze e Napoli, prima di stabilirsi a Milano nel 1908. Qui la sua pittura venne favorevolmente accolta e frequentò la “Società degli Artisti”, diventando amico del pittore Cesare Tallone.
Nel 1910 sposò Amelia Zanetti.
Aderì al movimento futurista di Umberto Boccioni, per il quale organizzerà, nel 1916, una mostra postuma. Effettuò brevi soggiorni a Mantova incontrando i colleghi pittori Alciati, Bonzagni, Lomini e Guindani.
Durante il periodo bellico visitò a Roma la Galleria d'Arte Moderna e le Esposizioni Internazionali d'Arte. Iniziò la pratica della scultura e nel 1937 venne premiato a Parigi alla 
Esposizione Universale. Nel 1918, anno di morte dello zio Domenico dal quale ereditò l'attività di antiquario, si stabilì a Mantova nella casa che fu dell'architetto rinascimentale Giovan Battista Bertani. Dal 1950 Vindizio ritornò al modo di pittura giovanile, con i colori più accesi e il segno sinuoso.
Morì a Mantova il 2 aprile 1961.
Nel 1999 Castel Goffredo ha dedicato un monumento a Giovanni Acerbi su disegno di Pesenti.

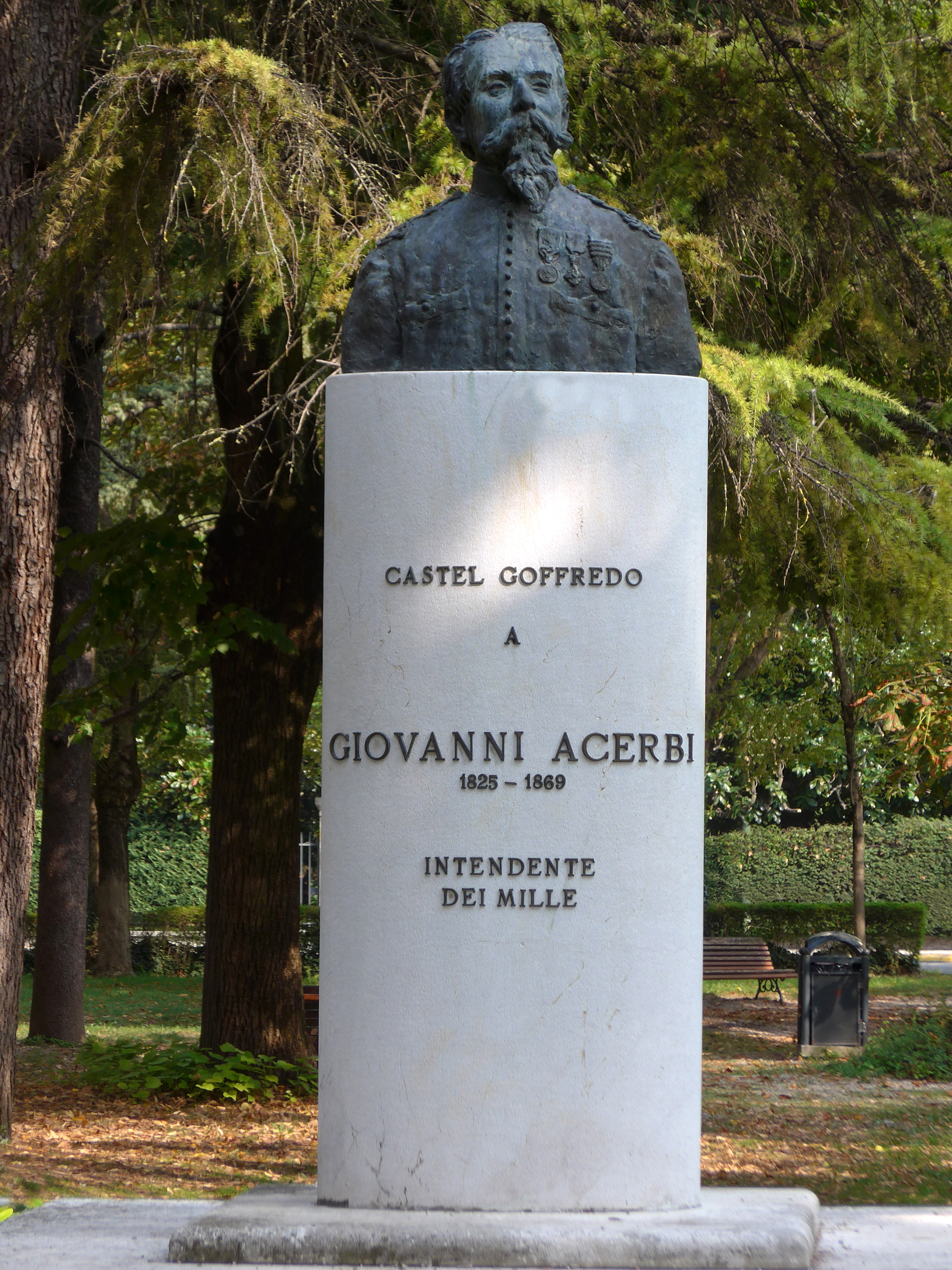
Castel Goffredo, Monumento a Giovanni Acerbi, 1999.

## Opere
- Cocomero, olio su cartone, Civica raccolta d'arte Medole
- Giovanni Acerbi, gesso patinato a bronzo, Civica raccolta d'arte Medole
- Monumento a Giovanni Acerbi, scultura in bronzo, Castel Goffredo

## Mostre
- 1896 – Esposizione di Belle Arti a Firenze
- 1898 – Esposizione Nazionale d'Arte a Firenze
- 1905 - VI Esposizione d'Arte della Città di Venezia
- 1907 – VII Biennale Internazionale a Venezia
- 1910 – Esposizione Annuale d'Arte alla Permanente di Milano
- 1918 – Biennale Nazionale di Brera a Milano
- 1921 – I Biennale Nazionale a Roma
- 1928 – Quadriennale Nazionale a Torino
- 1929 – III Esposizione Biennale del Paesaggio a Bologna
- 1935 – II Quadriennale Nazionale a Roma
- 1936 – XX Biennale Internazionale a Venezia
- 1937 – Esposizione Universale a Parigi
- 1941 – Mostra Artisti Mantovani a Mantova
- 1942 – I Mostra Nazionale d'Arte a Verona
- 1951 – Mostra di Arte Sacra a Milano
- 1956 – VII Quadriennale Nazionale a Roma
- 1961 – Mostra dall'800 ad oggi a Mantova